# شوروتشو
شوروتشو بلدية في ولاية باهيا في المنطقة الشمالية الشرقية من البرازيل.